# Eendracht VV Genenbos
K. Eendracht VV Genenbos was een Belgische voetbalclub uit Genenbos, een gehucht van de Limburgse gemeente Lummen. De club was aangesloten bij de KBVB met stamnummer 2144 en had geel en rood als kleuren. De club speelde in zijn bestaan twee seizoenen in de nationale reeksen.

## Geschiedenis
De club ontstond reeds als liefhebbersploeg begin jaren 20. In 1934 sloot men uiteindelijk als Eendracht Genenbos aan bij de Belgische Voetbalbond. De club ging van start in de laagste reeksen.
Genenbos bleef de volgende decennia in de provinciale reeksen spelen. In de jaren tachtig kende men echter een succesvolle periode. In 1982 promoveerde men dankzij een tweede plaats naar Tweede Provinciale. In 1987 speelde men daar kampioen, en Genenbos promoveerde verder naar Eerste Provinciale. Ook in de hoogste provinciale reeks bleef men sterk presteren. Eendracht Genenbos pakte ook daar de titel, en stootte zo voor het eerst in zijn bestaan door naar de nationale reeksen.
De nationale Vierde Klasse bleek echter moeilijk voor de club. Het eerste seizoen kon men nog net de degradatie ontlopen, maar in 1990 strandde men op een voorlaatste plaats, en de club zakte terug naar de provinciale reeksen. Ook daar zakte Genenbos weer verder weg, tot in Derde Provinciale.
Eind jaren 90 kon de club weer opklimmen naar Tweede Provinciale; en in 2004 steeg Eendracht Genenbos weer naar de hoogste provinciale reeks. In 2006 eindigde Eendracht Genenbos op een gedeelde eerste plaats met enkele andere clubs. Genenbos mocht naar de eindrondes. Men stootte door tot in de interprovinciale eindronde, maar daar was Soignies Sports te sterk. Genenbos miste zo een mogelijke nieuwe promotie naar de nationale reeksen. Het volgende seizoen begon Genenbos opnieuw sterk, maar uiteindelijk kwam de club in financiële moeilijkheden. Uiteindelijk kon men toch nog meestrijden voor een eindrondeplaats. In 2008 degradeerde de club opnieuw naar Tweede Provinciale.
In 2011/12 gaf de club algemeen forfait.